# كيفن ويلارد
كيفن ويلارد (6 أبريل 1975 بهنتنغتون في الولايات المتحدة - ) (بالإنجليزية: Kevin Willard)‏ هو مدرب كرة سلة ولاعب كرة سلة أمريكي في مركز هجوم خلفي. لعب مع Pittsburgh Panthers ‏.

## وصلات خارجية
- كيفن ويلارد على موقع كلية كرة السلة في سبورتس رفرنس.كوم (الإنجليزية)
- كيفن ويلارد على موقع كلية كرة السلة في سبورتس رفرنس.كوم (الإنجليزية)